# 第十屆臺灣省議會
第10屆臺灣省議會是中華民國政府遷台後依《省縣自治法》設立的第十屆臺灣省議會，由臺灣省所轄各縣市選出的79位省議員組成:29，任期自1994年12月20日至1998年12月20日止，一共召開9次定期會、16次臨時會。該屆議會有女性議員16位:29、平均年齡45.2歲，省內執政黨中國國民黨握有過半席次。隨著精省政策施行，該屆議會也成為最後一屆民選省議會，之後即轉型為行政院之派出機關，不再為地方自治團體。

## 末屆省議會
1997年1月3日至4日，臺灣省議會召開臨時會，討論「有關凍結省長及省議員選舉之因應對策」。:29針對省長宋楚瑜辭職僵局，通過國民黨議員陳明文若干提案，做出決議：臺灣省議會與臺灣省政府立場一致，全力支持宋楚瑜對省政府及省議會存廢問題的理念與意見，無限期休會抗議，呼籲各界全力慰留宋楚瑜。:36、41
1998年12月召開第16次臨時會，18日宣讀結束大會宣言，閉幕走入歷史。:123、124經第三屆國民大會修正《中華民國憲法增修條文》第九條及第三屆立法院通過臺灣省政府功能業務與組織調整暫行條例，臺灣省議會自民國87年12月21日裁撤。:124

## 議員名錄
臺北縣
- 周慧瑛、王兆釧、羅明旭、楊泰順、宋艾克、劉炳偉、張清芳、陳照郎、林錫耀（1998年辭職，轉任臺北縣政府主任秘書）[2]:327、江上清、周錫瑋、簡盛義[6]:21

宜蘭縣
- 劉守成[6]:21（1997年辭職，就任宜蘭縣長，補陳歐珀）[2]:327、盧逸峰[6]:21

桃園縣
- 呂進芳、鄭金玲、黃木添、彭添富、邱創良（1998年辭職，就任桃園縣議員）[2]:327、陳進祥[6]:21

新竹縣
- 邱鏡淳、張學舜[6]:21

苗栗縣
- 陳超明、傅學鵬（1997年辭職，就任苗栗縣長）[2]:327、林久翔[6]:21

臺中縣
- 楊文欣、劉銓忠、郭俊銘、郭榮振、顏清標（1998年辭職，就任臺中縣議員）[2]:327、楊瓊瓔[6]:21

彰化縣
- 謝章捷、周清玉、游月霞、謝言信、林進春、陳振雄[6]:21

南投縣
- 林宗男、張明雄、陳啟吉[6]:21

雲林縣
- 蘇文雄（1997年辭職，就任雲林縣長）[2]:327、侯惠仙、曾蔡美佐、蘇治洋[6]:21

嘉義縣
- 陳明文、許登宮、黃永聰[6]:21

臺南縣
- 葉宜津、方醫良、謝三升（1997年病逝）[2]:327、鄭國忠、謝鈞惠[6]:22

高雄縣
- 楊秋興、余政道、林仙保、鍾紹和、趙良燕[6]:22

屏東縣
- 邱茂男、林淵熙、曹啟鴻、余慎[6]:22

臺東縣
- 徐慶元[6]:22

花蓮縣
- 張福興[6]:22

澎湖縣
- 許素葉[6]:22

基隆市
- 程惠卿、劉文雄[6]:22

新竹市
- 張蔡美[6]:22

臺中市
- 盧秀燕、張溫鷹（1997年辭職，就任臺中市長）[2]:327、王世勛、賴誠吉[6]:22

嘉義市
- 黃永欽[6]:22

臺南市
- 林南生、陳榮盛、蔡介雄[6]:22

平地原住民
- 楊仁福、林正二[6]:22

山地原住民
- 林春德、曾華德[6]:22

## 正副議長選舉

### 議長選舉
- 劉炳偉 50票
- 蔡介雄 23票
- 楊泰順 2票
- 劉文雄 1票
- 無效票 3張

劉炳偉得票過半，當選為議長。:7

### 副議長選舉

#### 第一次投票
- 楊文欣 30張
- 宋艾克 2張
- 林仙保 21張
- 林宗男 23張
- 無效票 3張[6]:9

#### 第二次投票
- 林宗男 23張
- 宋艾克 2張
- 林仙保 20張
- 楊文欣 32張
- 無效票 2張

楊文欣當選為副議長。:13

## 次級團體
第十屆臺灣省議會內運作的次級圈體有三：日新會、草根會、實踐會，皆自第八屆後期成立，這使得中國國民黨籍議員一分為三。:206-210

## 另見
- 臺灣省發展會議
- 反拜耳事件
- 臺灣省諮議會
- 臺灣省政府功能業務與組織調整

## 外部連結
- 臺灣省議會史料總庫